# I Was Made for Lovin' You
"I Was Made for Lovin' You" är en låt ursprungligen framförd av den amerikanska hårdrocksgruppen Kiss, skriven av Paul Stanley, Desmond Child och Vini Poncia. Låten, som producerades av Vini Poncia, släpptes som singel 20 maj 1979 till gruppens album Dynasty.

## Bakgrund
"I Was Made for Lovin' You" skrevs av Paul Stanley för att visa hur lätt det var att skriva en discolåt. Det var den sista låten som spelades in för Dynasty. Den togs till bandet när hela plattan var färdiginspelad och den höll på att mixas. Stanley ville skriva en discolåt men ändå behålla grunderna för en bra Kiss-låt. Han blev inspirerad av atmosfären av det legendariska diskoteket Studio 54. Paul har berättat om det i en intervju "Jag märkte att alla låtarna på det stället gick i samma tempo. På det sättet kunde de spela en låt och sedan byta utan att förlora tempot. Jag minns även att jag tänkte att alla deras låtar handlade om nutid. De handlade om konstant glädje, om att ha kul och inte oroa sig för morgondagen."
Gene Simmons var däremot inte särskilt förtjust i låten. "Jag är inte än idag särskilt förtjust i I Was Made For Lovin' You. Jag märkte tidigt att jag inte tyckte om låten. Paul kom in i studion en dag och sade, 'Titta här, jag har en ny discolåt och den går så här'. Och han började sjunga något i stil med The Four Seasons. Ett av mina favoritband förresten. Jag sade direkt att den inte lät som Kiss men det var precis därför vi skulle spela in den".

## Inspelning
Fast Gene Simmons inte var så förtjust i låten spelade han elbas till låten. Från början hette låten "Tonight". Producenten Vini Poncia är med på inspelningen som bakgrundssångare.

## Lansering och mottagande
Låten släpptes som singel 20 maj 1979 och kom på elfte plats på Billboard Hot 100. Den sålde guld (1 000 000 exemplar) i USA 16 augusti 1979 och den 1 augusti i Kanada. Intressant nog lyckades inte låten ta sig till topp 10 på topplistorna i USA, men blev ändå Kiss andra låt som sålde guld. I Storbritannien lyckades låten dock inte alls där den hamnade på femtionde plats. I Australien tog sig låten upp till sjätte plats på singellistan. I Frankrike, Schweiz, Tyskland och Österrike kom låten på andra plats på singellistan. I Nederländerna kom den på första plats. I Sverige blev låten en topp 20 hit. "I Was Made For Lovin' You" räknas som en av Kiss största låtar.

## Liveframträdanden
"I Was Made for Lovin' You" har spelats ett antal gånger genom Kiss karriär. När Eric Carr kom in i bandet ett år senare höjdes tempot och låten blev mer en hårdrockslåt. Den spelades från åren 1979-1980. Den var tillbaka 1988 och stannade till 1990 på repertoaren. 1994 var den tillbaka och stannade fram till 1995. Den spelades halvvägs in på återföreningsturnén 1997 och stannade fram till 1999. På senare tid har låten varit mer eller mindre ordinarie i repertoaren.

## Coverversioner
Det finns en svensk (på engelska) cover på låten av gruppen Fantasy från 1979 på deras singel "Flickor" (EMI). Anki Bagger släppte låten som singel 1989. Bengt Hennings framförde låten i Dansbandskampen 2008. På senare tid har även Maria Mena gjort en cover.

## Låtlista
| Nr | Titel                     | Kompositör                               | Längd |
| -- | ------------------------- | ---------------------------------------- | ----- |
| 1. | I Was Made for Lovin' You | Desmond Child, Paul Stanley, Vini Poncia | 3:57  |
| 2. | Hard Times                | Ace Frehley                              | 3:31  |